# احمد عبدالله (بازیکن فوتبال، زاده ۱۹۸۷)
احمد عبدالله (انگلیسی: Ahmed Abdulla؛ زادهٔ ۱۱ مارس ۱۹۸۷) بازیکن فوتبال اهل مالدیو است.
وی همچنین در تیم ملی فوتبال مالدیو بازی کرده است.